# 三木茂 (撮影監督)
三木 茂（みき しげる、1905年11月15日‐1978年9月14日）は、日本の記録映画プロデューサー、撮影監督。
同じ映画カメラマンの三木滋人（別名＝三木稔、1902年 - 1968年）とは、名前が似ていることと、溝口健二や帝国キネマ（後の新興キネマ）との接点において共通点があるため混同されやすいが、別人。

## 人物
1920年代後半からサイレント映画時代からトーキー映画に至るまで、溝口健二監督『瀧の白糸』や伊丹万作監督『忠次売出す』など劇映画を撮っていたが、皆既日食の記録映画『黒い太陽』（朝日新聞社、1936年、日本映画技術賞、文部大臣賞受賞）以降、亀井文夫編集の『上海』、同監督の『戦ふ兵隊』の撮影。記録映画の撮影監督として、亀井文夫らと文化映画の新しい時代をつくった。戦後すぐに三木映画社設立。教育映画をつくった。また、米軍による接収を避けて、日本映画社が製作した原爆記録フィルムの一部を秘匿したことでも知られる。

## 経歴と主な作品

### 帝国キネマ時代
- 1905年11月15日高知県高知市生まれ。
- 1922年、国際活映巣鴨撮影所に入社。枝正義郎の下で修業した。撮影部の先輩に円谷英二がいた。
- 帝国キネマ芦屋撮影所を皮切りに、関西の帝国キネマで1926年から1931年まで映画カメラマンとして劇映画を撮影した。
- この時期に関与した作品
  - 1926年、『殿様馬子 前篇』、『殿様馬子 後篇』、『悲恋心中ケ丘』、『侠客』、『男を喰ふ獣』撮影。
  - 1927年、『若様』、『敵討　前後篇』、『四谷怪談　前後篇』、『笑恋』、『茜屋半七』、『弧狗狸物語』、『手折られし撫子』、『美しき牢獄』、『俵星玄蕃』撮影。
  - 1928年、『親を呼ぶ鳥』、『花婿騒動』、『忍術膝栗毛　第一篇』、『忍術膝栗毛　第二篇』、『忍術膝栗毛　第三篇』、『女殺油地獄』、『子持芸者』、『芹沢一等卒』、『お妻八郎兵衛』、『侠客長談義』、『大久保彦左衛門』、『独身競走』、『藤枝外記』、『侠血甲州颪』、『浮気療法 　』、『忠僕直助』撮影。
  - 1929年、『照』、『人世の唄』、『金子春太郎』、『花吹雪新八』、『敵討道中双六』、『梅の由兵衛』、『悲恋小唄』、『刺青奉行』、『里見八犬伝』、『泥濘』、『伝奇刀葉林　前篇』、『伝奇刀葉林　後篇』、『好きだから』、『凸凹二人組』撮影。
  - 1930年、『足軽吉右衛門』、『斬奸』、『難破船』、『踊る幻影』、『長瀬スター風景』、『子守歌』、『腕』、『百姓万歳』撮影。
  - 1931年、『次郎吉ざんげ』、『赤垣源蔵』、『おしろい狐』、『仇討日本晴　孝の巻』、『旅の研辰三百六十五日』撮影。

### 新興キネマ時代
- 1931年、帝国キネマが新興キネマに改組され、1936年までカメラマンとして働く。
- この時期に関与した作品
  - 1931年、鈴木重吉監督『何が彼女を殺したか』、『故郷』撮影。
  - 1932年、『まぼろしの母』撮影。
  - 1933年、『お富与三郎　恋の双六』、『須磨の仇浪』（入江プロ）、溝口健二監督『瀧の白糸』（入江プロ）、『青春街』撮影。
  - 1934年、『鉄の街』、『男の掟』撮影。
  - 1935年、伊丹万作監督『忠次売出す』、『月光の下に』撮影。
  - 1936年、『武器なき人々』、『半島の舞姫』、『雷鳴』撮影。

### J.O.スタヂオから東宝へ
- 東宝の前身のひとつJ.O.スタヂオで働く。
- 1937年、J.O.スタヂオが写真化学研究所と合併し、東宝映画株式会社となる。
- この時期に関与した作品
  - 1937年、『故郷』（J.O.スタヂオ）、『権三と助十』（J.O.スタヂオ）撮影。
  - 1938年、亀井文夫編集『上海』（東宝映画文化映画部）撮影。

### 東宝文化映画部から日本映画社へ
- 1937年に成立した東宝第二製作部（通称「文化映画部」）が映画法の下で盛んに記録映画を製作するようになり、1939年、スタッフとして参加。
- 1941年、社団法人日本ニュース社に東宝文化映画部が吸収され、社団法人日本映画社へ改組。移籍する。
- 1944年、柳田國男とともに、『雪国の民俗』（村治夫・編集、勝平得之・装幀）を養徳社より刊行。
- 1945年9月、広島・長崎の原爆記録映画班に山中真男、鈴木喜代治、藤波健彰、栗田玄忠、坂齋小一郎らとともに参加。三木は、土木・建築班。
- この時期に関与した作品
  - 1939年、亀井文夫監督『戦ふ兵隊』（東宝映画文化映画部）撮影。
  - 1940年、木村荘十二監督『海軍爆撃隊』（東宝映画東京）撮影。
  - 1941年、柳田國男と出あい、『土に生きる』（日本映画社）撮影・監督。
  - 1942年、『マレー・戦記　第二部　昭南島誕生』（日本映画社）原作・撮影。

### 三木映画社
- 1945年11月15日三木映画社設立[1]。同社現像所に原爆記録フィルムの一部を秘匿する[2]。
- この時期に関与した作品
  - 1947年、脚本・演出・撮影した『株の民主化』がコンクールで受賞。同年、秋元憲監督『20年後の東京』（企画：東京都都市計画課、製作：財団法人日本観光映画社、線画：日本漫画映画株式会社、提供：東京都）で撮影と現像を担当。
  - 1948年、短編映画 『新しい教室』（日本映画社）で製作と撮影。
  - 1951年、『社会科教材映画大系　火事をなくする仕組』(三木映画社）。
  - 1952年、『警察の仕事』（三木映画社）。
  - 1953年、『こどもを守るもの』（三木映画社）、『電信のはたらき』（三木映画社）。
  - 1955年、『社会科映画シリーズ　漁村のくらし』（三木映画社）監督・製作・脚本・撮影。『問屋のしごと』（三木映画社）監督・製作・脚本・撮影。『漁村のくらし』（三木映画社）監督・製作・脚本・撮影。
  - 1956年、丸山章治脚本・監督『コトバと態度』（三木映画社）製作・撮影。
  - 1957年、丸山章治監督・脚本『誰かがやるだろう』（20分、三木映画社）製作・撮影。
  - 1958年、栃木県足利市でロケした「女のくらし」（三木映画社）。丸山章治監督『叱るもの叱られるもの』（19分、日本映画新社・三木映画社）
  - 1959年、『エチケット—これからの礼儀作法—』（三木映画社）演出・撮影。

### 晩年
- この時期に関与した作品
  - 1975年、新藤兼人監督『ある映画監督の生涯 溝口健二の記録』（近代映画協会）に溝口健二監督「瀧の白糸」の撮影者としてインタビュー出演。
  - 1976年、『柳田国男と遠野物語』（三木映画社）監督・製作・脚本・撮影。
- 1978年9月14日、死去。